# Moira de Villiers
Moira de Villiers (Johannesburgo, Sudáfrica, 16 de marzo de 1990) es una deportista neozelandesa que compite en judo.
Ganó nueve medallas en el Campeonato de Oceanía de Judo entre los años 2008 y 2016, y dos medallas en el Campeonato Panamericano y de Oceanía de Judo, en los años 2022 y 2023.

## Palmarés internacional
| Campeonato de Oceanía                | Campeonato de Oceanía        | Campeonato de Oceanía | Campeonato de Oceanía |
| Año                                  | Lugar                        | Medalla               | Categoría             |
| ------------------------------------ | ---------------------------- | --------------------- | --------------------- |
| 2008                                 | Christchurch (Nueva Zelanda) | Medalla de oro        | Abierta               |
| 2008                                 | Christchurch (Nueva Zelanda) | Medalla de plata      | –70 kg                |
| 2010                                 | Canberra (Australia)         | Medalla de oro        | –70 kg                |
| 2011                                 | Papeete (Francia)            | Medalla de oro        | –70 kg                |
| 2012                                 | Cairns (Australia)           | Medalla de oro        | –70 kg                |
| 2013                                 | Apia (Samoa)                 | Medalla de oro        | –70 kg                |
| 2014                                 | Auckland (Nueva Zelanda)     | Medalla de oro        | –70 kg                |
| 2015                                 | Païta (Francia)              | Medalla de oro        | –70 kg                |
| 2016                                 | Canberra (Australia)         | Medalla de oro        | –70 kg                |
| Campeonato Panamericano y de Oceanía |                              |                       |                       |
| Año                                  | Lugar                        | Medalla               | Categoría             |
| 2022                                 | Lima (Perú)                  | Medalla de bronce     | –78 kg                |
| 2023                                 | Calgary (Canadá)             | Medalla de plata      | –78 kg                |